# 始兴 (操师乞)
始兴（616年十二月）或作天成，是隋朝末期唐朝初期領袖，元興王操师乞的年号，歷時一個月。

## 纪年
| 始兴 | 元年  |
| ---- | ----- |
| 公元 | 616年 |
| 干支 | 丙子  |

## 同期存在的其他政权年号
- 中國
  - 大业（605年—618年）：隋朝政权隋煬帝杨广年号
  - 太平（616年—622年）：隋朝時期楚政權林士弘年号
  - 义和（614年—619年）：高昌政权年号
- 朝鮮半島
  - 建福（584年—634年）：新羅真平王之年號